# رواية شعبة عن عاصم
رواية شعبة عن عاصم أحد روايات القرآن الكريم، رواها شعبة بن عياش (95 هـ - 193 هـ) عن عاصم بن أبي النجود،

## شعبة
هو أبو بكر بن عياش بن سالم الأسدي الكوفي الحناط المقرئ، مولى واصل الأحدب، قيل: اسمه محمد، وقيل: شعبة، وقيل: روبة، وقيل: مسلم، وقيل خداش، وقيل مطرف، وقيل حماد، وقيل حبيب. والصحيح أن اسمه كنيته، قرأ عليه القرآن جماعة من القراء منه: أبو الحسن الكسائي، ومات قبله، ويحيى العلمي، وأبو يوسف الأعشى، وعبد الحميد بن صالح البرجمي، وعروة بن محمد الأسدي، وعبد الرحمن بن أبي حماد، وأخذ عنه الحروف تحريرا وإتقانا يحيى بن آدم.
روى عن أبيه، أبي اسحاق السبيعي، أبي حصين عثمان بن عاصم، عبد العزيز بن رفيع، عبد الملك بن عمير، يزيد بن أبي زياد، حصين بن أبي عبد الرحمن السلمي، حميد الطويل، سفيان التمار، أبي اسحاق الشيباني، عاصم بن بهدلة، مغيرة بن مقسم وغيرهم، روى عنه سفيان الثوري، ابن المبارك، أبو داود الطيالسي، أسود بن عامر شاذان المديني، أحمد بن حنبل، ابن معين، ابنا أبي شيبة، إسماعيل بن أبان الوراق، يحيى بن يحيى النيسابوري، خالد بن يزيد الكاهلي، عبد الجبار العطاردي وآخرون.

## الترجيح بين حفص وشعبة
قال أبو هشام الرفاعي : كان حفص أعلم أصحاب عاصم بقراءة عاصم فكان مرجحاً على شعبة بضبط الحروف، وقال الذهبي : هو في القراءة ثقة ثبت ضابط، وقال ابن المنادي : قرأ على عاصم مراراً، وكان الأولون يعدونه في الحفظ فوق أبي بكر بن عياش. ويصفونه بضبط الحروف التي قرأها على عاصم، وقرأ الناس بها دهراً طويلاً وكانت التي أخذها عن عاصم ترتفع إلى على. روى عن حفص أنه قال : قلت لعاصم إن أبا بكر شعبة يخالفني في القراءة! فقال: أقرأتك بما أقرأني به أبو عبد الرحمن السلمي عن علي، وأقرأت أبا بكر بما أقرأني به زر بن حبيش عن عبد الله بن مسعود.

## منهج القراءة
- البسملة بين السورتين يثبت شعبة البسملة بين السورتين.
- يقرأ المد المنفصل والمد المتصل بالتوسط.
- يثبت الياء من ( يا عبادي لاخوف عليكم ) بسورة الزخرف وصلا فقط.

## أنظر أيضًا
- رواية حفص عن عاصم.
- رواية قالون عن نافع.
- رواية ورش عن نافع.
- رواية قنبل عن ابن كثير.
- رواية البزي عن ابن كثير.
- رواية الدوري عن أبي عمرو.
- رواية السوسي عن أبي عمرو.
- رواية هشام عن أبن عامر.
- رواية ابن ذكوان عن أبن عامر.
- رواية خلف عن حمزة.
- رواية خلاد عن حمزة.
- رواية الدوري عن الكسائي.
- رواية أبي الحارث عن الكسائي.
- رواية ابن وردان عن ابي جعفر.
- رواية ابن جماز عن ابي جعفر.
- رواية رويس عن يعقوب.
- رواية روح عن يعقوب.
- رواية اسحاق عن خلف.
- رواية ادريس عن خلف.

القراء السبعة هم:
- عبد الله بن كثير الداري المكي
- عبد الله بن عامر اليحصبي الشامي
- عاصم بن أبي النَّجود الأسدي الكوفي
- أبو عمرو بن العلاء البصري
- حمزة بن حبيب الزيات الكوفي
- نافع بن عبد الرحمن بن أبي نعيم المدني
- أبو الحسن علي بن حمزة الكسائي النحوي الكوفي

تمام القراء العشرة:
- خلف بن هشام
- يعقوب الحضرمي
- أبو جعفر المدني